# Општина Бунтешти (Бихор)
Бунтешти (рум. Bunteşti) општина је у Румунији у округу Бихор.
Општина се налази на надморској висини од 271 m.